# Морская история Украины (серия монет)
Морская история Украины (укр. Морська історія України) — серия памятных монет, выпущенная Национальным банком Украины в 2010, 2012 и 2013 годах.
Серия состоит из трёх нейзильберовых монет в 5 гривен, двух серебряных монет в 10 гривен и одной серебряной монеты в 20 гривен.
О начале выпуска серии и выпуске монет «Казацкий чёлн» было объявлено письмом НБУ от 15 декабря 2010 года. О выпуске монет «Античное судоходство» было объявлено письмом от 27 августа 2012 года, а монет «Линейный корабль „Слава Екатерины“» — письмом от 13 декабря 2013 года.

## Монеты
| Аверс | Реверс | Описание | Примечание |
| ----- | ------ | --- | --- |
|       |        | На аверсе: вверху — малый государственный герб Украины и надпись «НАЦІОНАЛЬНИЙ БАНК УКРАЇНИ». Композиция, разделённая волнообразной лентой с надписью «МОРСЬКА ІСТОРІЯ УКРАЇНИ»: вверху — роза ветров и год чеканки (2010), внизу — печать Войска Запорожского, логотип Монетного двора НБУ, надпись «5 ГРИВЕНЬ». На реверсе: казацкий чёлн первой половины XVIII века, слева от него — чайка. Надписи «КОЗАЦЬКИЙ ЧОВЕН XVIII ст.».              | - Название монеты: Казацкий чёлн - Номинал: 5 гривен - Металл: нейзильбер - Масса: 16,54 г - Диаметр: 35 мм - Качество: специальный анциркулейтед - Гурт: рифлёный - Тираж: 45 000 - Художник: Владимир Таран, Александр Харук, Сергей Харук - Скульптор: Владимир Атаманчук, Святослав Иваненко - Дата выпуска в обращение: 20 декабря 2010 - Отпускная цена НБУ: 29 гривен |
|       |        | На аверсе: вверху — малый государственный герб Украины и надпись «НАЦІОНАЛЬНИЙ БАНК УКРАЇНИ». Композиция, разделённая волнообразной лентой с надписью «МОРСЬКА ІСТОРІЯ УКРАЇНИ»: вверху — роза ветров и год чеканки (2010), внизу — позолоченая печать Войска Запорожского, логотип Монетного двора НБУ, надпись «20 ГРИВЕНЬ». На реверсе: казацкий чёлн первой половины XVIII века, слева от него — чайка. Надписи «КОЗАЦЬКИЙ ЧОВЕН XVIII ст.». | - Название монеты: Казацкий чёлн - Номинал: 20 гривен - Металл: серебро 925 - Масса чистого серебра: 62,2 г - Диаметр: 50 мм - Качество: пруф - Гурт: гладкий с углубленной надписью - Тираж: 5000 - Художник: Владимир Таран, Александр Харук, Сергей Харук - Скульптор: Владимир Атаманчук, Святослав Иваненко - Дата выпуска в обращение: 20 декабря 2010 - Отпускная цена НБУ: 1252 гривны                                                                                    |
|       |        | | |
|       |        | На аверсе: малый государственный герб Украины, надпись «НАЦІОНАЛЬНИЙ БАНК УКРАЇНИ 2012». На фоне стилизованной карты слева — роза ветров, справа — античная монета Боспорского царства, логотип Монетного двора НБУ. Внизу — меандровая лента, надпись «5 ГРИВЕНЬ». На реверсе: слева — прора (нос античного корабля), справа вверху — корабль под парусом. На фоне широкой меандровой ленты — надпись «АНТИЧНЕ СУДНОПЛАВСТВО».                  | - Название монеты: Античное судоходство - Номинал: 5 гривен - Металл: нейзильбер - Масса: 16,54 г - Диаметр: 35 мм - Качество: специальный анциркулейтед - Гурт: рифлёный - Тираж: 30 000 - Художник: Владимир Таран, Александр Харук, Сергей Харук - Скульптор: Владимир Атаманчук, Святослав Иваненко - Дата выпуска в обращение: 30 августа 2012 - Отпускная цена НБУ: 29 гривен                                                                                               |
|       |        | На аверсе: малый государственный герб Украины, надпись «НАЦІОНАЛЬНИЙ БАНК УКРАЇНИ 2012». На фоне стилизованной карты слева — роза ветров, справа — античная монета Боспорского царства, логотип Монетного двора НБУ. Внизу — меандровая лента, надпись «10 ГРИВЕНЬ». На реверсе: слева — прора (нос античного корабля), справа вверху — корабль под парусом. На фоне широкой меандровой ленты — надпись «АНТИЧНЕ СУДНОПЛАВСТВО».                 | - Название монеты: Античное судоходство - Номинал: 10 гривен - Металл: серебро 925 - Масса чистого серебра: 31,1 г - Диаметр: 38,6 мм - Качество: пруф - Гурт: гладкий с углубленной надписью - Тираж: 5000 - Художник: Владимир Таран, Александр Харук, Сергей Харук - Скульптор: Владимир Атаманчук, Святослав Иваненко - Дата выпуска в обращение: 30 августа 2012 - Отпускная цена НБУ: 618 гривен                                                                            |
|       |        | | |
|       |        | На аверсе: вверху — малый государственный герб Украины и надпись «НАЦІОНАЛЬНИЙ БАНК УКРАЇНИ». В центре — роза ветров, справа и слева от неё стилизованный растительный орнамент, парусники и год чеканки (2013). Внизу, на зеркальном фоне, надпись «5 ГРИВЕНЬ» и логотип Монетного двора НБУ. На реверсе: на зеркальном фоне — корабль под парусами, надпись «`СЛАВА КАТЕРИНИ` ЛІНІЙНИЙ КОРАБЕЛЬ».                                              | - Название монеты: Линейный корабль «Слава Екатерины» - Номинал: 5 гривен - Металл: нейзильбер - Масса: 16,54 г - Диаметр: 35 мм - Качество: специальный анциркулейтед - Гурт: рифлёный - Тираж: 30 000 - Художник: аверс — Владимир Таран, Александр Харук, Сергей Харук, реверс — Владимир Демьяненко - Скульптор: Анатолий Демьяненко, Владимир Демьяненко - Дата выпуска в обращение: 18 декабря 2013 - Отпускная цена НБУ: 29 гривен                                         |
|       |        | На аверсе: вверху — малый государственный герб Украины и надпись «НАЦІОНАЛЬНИЙ БАНК УКРАЇНИ». В центре — роза ветров, справа и слева от неё стилизованный растительный орнамент, парусники и год чеканки (2013). Внизу, на зеркальном фоне, надпись «10 ГРИВЕНЬ» и логотип Монетного двора НБУ. На реверсе: на зеркальном фоне — корабль под парусами, надпись «`СЛАВА КАТЕРИНИ` ЛІНІЙНИЙ КОРАБЕЛЬ».                                             | - Название монеты: Линейный корабль «Слава Екатерины» - Номинал: 10 гривен - Металл: серебро 925 - Масса чистого серебра: 31,1 г - Диаметр: 38,6 мм - Качество: специальный анциркулейтед - Гурт: гладкий с углубленной надписью - Тираж: 5000 - Художник: аверс — Владимир Таран, Александр Харук, Сергей Харук, реверс — Владимир Демьяненко - Скульптор: Анатолий Демьяненко, Владимир Демьяненко - Дата выпуска в обращение: 18 декабря 2013 - Отпускная цена НБУ: 618 гривен |
|       |        | | |